# عشب الحبل النيروتي
عشب الحبل النيروتي (الاسم العلمي:Spartina neyrautii) هو نوع هجين من النباتات يتبع جنس عشب الحبل من الفصيلة النجيلية.